# Brušperk
Brušperk település Csehországban, a Frýdek-místeki járásban. Brušperk Stará Ves nad Ondřejnicí, Trnávka, Staříč, Fryčovice, Krmelín és Paskov településekkel határos. Lakosainak száma 4157 fő (2024. január 1.).

## Népesség
A település lakosságának változását az alábbi diagram mutatja:
| Lakosok száma | 3165 | 3290 | 2909 | 3388 | 3558 | 3827 | 4005 | 4024 | 4111 | 4157 |
|               | 1869 | 1900 | 1921 | 1961 | 1980 | 2011 | 2016 | 2019 | 2021 | 2024 |